# Manapa-Tarhunta

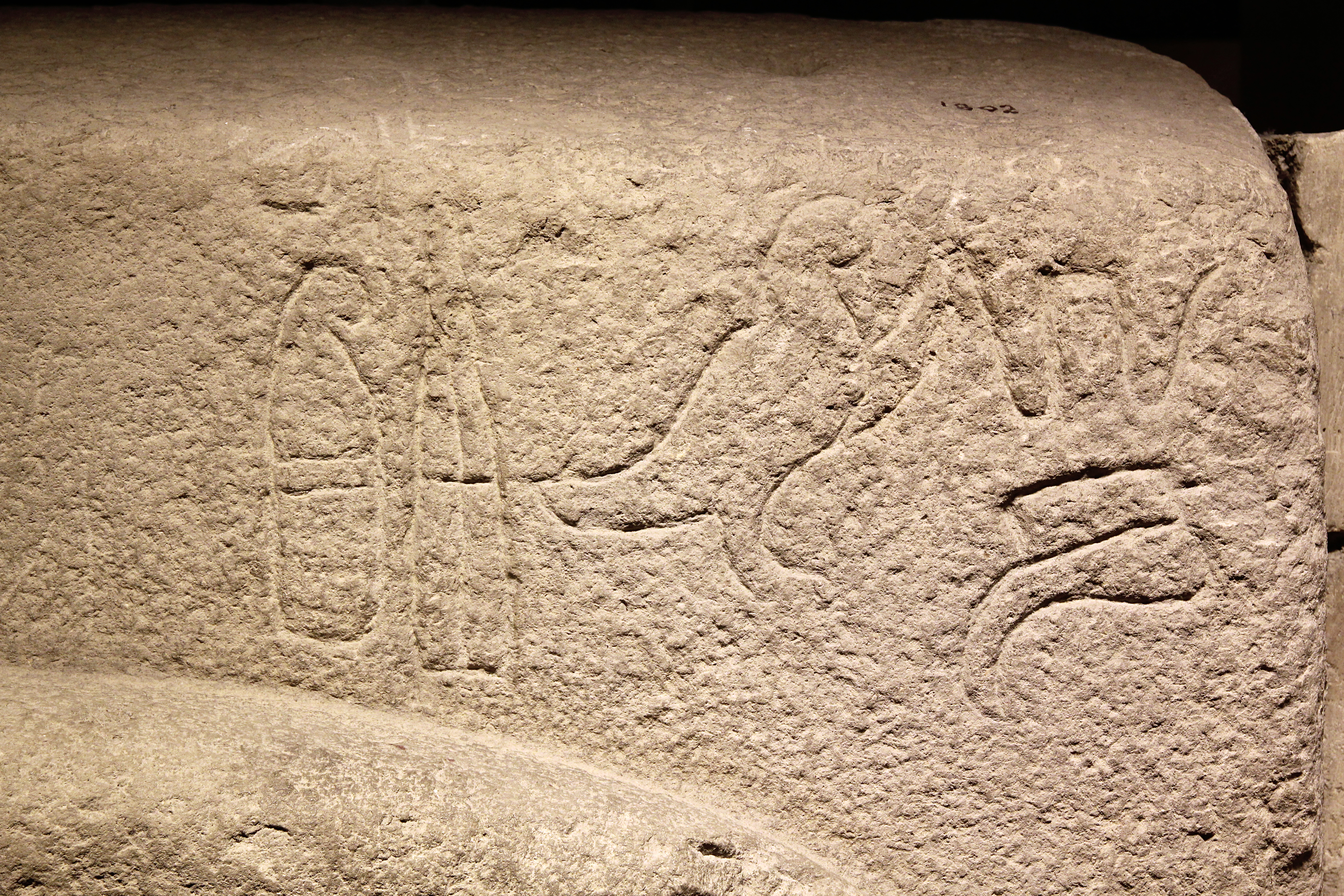
Inscripción Malatya 4 en el portal león Malatya de Arslantepe, Museo de Civilizaciones de Anatolia Ankara

Manapa-Tarhunta o Manapa-Tarhunda (activo entre fines del siglo XIV y principios del siglo XIII a. C.) fue un rey del país del río Seha, en la Anatolia occidental, durante la Edad del Bronce. Manapa-Tarhunta es conocido a través de los archivos de los reyes de Hattusa.

## Biografía
Era el hijo menor del rey Muwawalwi del país del río Seha. Cuando este murió, dejó su reino a Manapa-Tarhunta. Sus hermanos, liderados por el primogénito, Ura-Tarhunta, depusieron a Manapa-Tarhunta y lo condujeron al territorio de Karkisa o Karkišša (tal vez la Caria de la época clásica). Allí sus bienes fueron expropiados por el gobernante local pero luego el rey hitita Arnuwanda II, ayudado por su hermano menor (el futuro Mursili II), escribió a la ciudad de Karkišša, solicitando protección para el rey exiliado. Mientras tanto, el rey Ura-Tarhunta se había hecho impopular por lo que el pueblo del país del río Seha se rebeló contra él e invitó a volver a Manapa-Tarhunta que subió otra vez al trono.
Cuando murió Arnuwanda II a causa de una epidemia, le sucedió su hermano menor Mursili II. Durante este período se había hecho con el poder del reino de Arzawa el cacique Uhha-Ziti, instalado por Suppiluliuma I, pero se rebeló contra los hititas. Manapa-Tarhunta se unió a esta rebelión.
En el cuarto año del reinado de Mursili II, los hititas emprendieron por ello una expedición contra Arzawa y derrotaron a Piyama-Kurunta, hijo del rey de Arzawa (este no había podido comandar sus tropas debido a una enfermedad). Después Mursili avanzó por el país del río Seha donde Manapa-Tarhunta le pidió perdón e imploró por su vida y porque le mantuviera en su reino. Al no acceder el rey hitita, Manapa-Tarhunta envió a su madre y otros ancianos de la familia que se tiraron, con las lágrimas anegándoles los ojos, a los pies de Mursili, quien, conmovido, perdonó a Manapa-Tarhunta. Luego recibió al soberano hitita solemnemente en su reino. Mursili le confirmó como rey del país del río Seha y las tierras de Appawiya y se firmó un tratado de vasallaje que se ha conservado.
En el decimonoveno año del reinado de Mursili II aparece registrado otro evento en el que Manapa-Tarhunta, junto con un caudillo llamado Kessi y un tercer caudillo que podría ser Alaksandu de Wilusa, devastaron los territorios de Arwana y de Assarassa.
Poco después de estos incidentes, Manapa-Tarhunta presumiblemente escribió la llamada Carta de Manapa-Tarhunta, en la que expresa su preocupación por el ataque que había sufrido en Lazpa (Lesbos) donde un militar rebelde llamado Piyamaradu ayudado por Atpa habían capturado artesanos.
Por otra parte, en el tratado entre Muwatalli II (1295-1272 a. C.) y Alaksandu de Wilusa se nombra como rey del país del río Seha en ese momento a un tal Manapa-Kurunta pero se ha sugerido la posibilidad de que ese nombre haya sido un error del escriba.
En algún momento del reinado del rey hitita Muwatalli II, Manapa-Tarhunta fue desposeído de su trono y su sucesor fue Masturi, casado con una hermana del rey hitita, la princesa Massanauzzi.
Pero nuevamente se le menciona cuando Urhi-Tesub llegó al trono hitita con el nombre de Mursili III, que permitió el regreso al país del río Seha de Manapa-Tarhunta.